# Приднестровско-южноосетинские отношения
Приднестровско-южноосетинские отношения — двусторонние дипломатические отношения между Приднестровской Молдавской Республикой (ПМР) и Южной Осетией. ПМР является непризнанным государством, а Южная Осетия — частично признанным. Оба государства являются членами Содружества непризнанных государств.

## История
В течение 1990-х годов оба государства признали друг друга. В период правления Игоря Смирнова в Приднестровье (1991—2011) между двумя странами сложились тесные отношения. В 2006 году представители обоих государств подписали Договор о дружбе, сотрудничестве и взаимной поддержке, а также Декларацию о создании Содружества непризнанных государств.
В 2012 году представители Вооружённых сил Южной Осетии подписали соглашение о сотрудничестве с представителями Вооружённых сил Приднестровья и Вооружённых сил Абхазии в Сухуме. Договор был направлен на укрепление военной безопасности, взаимное информирование о вызовах и угрозах национальной безопасности, территориальной целостности и суверенитету.
Регулярно представители обоих государств посещают другие государства. Министерства иностранных дел обоих государств регулярно обмениваются дипломатическими нотами.

## Дипломатические представительства
Посол Приднестровья в Южной Осетии — Алан Солтанович Плиев, посольство расположено в Цхинвале по адресу: улица Хетагурова, дом 1.
Посол Южной Осетии в Приднестровье — Виталий Валентинович Янковский. Посольство расположено в Тирасполе по адресу: улица 25 Октября, дом 76, кабинет 10.